# دفنية استوائية
دفنية إستوائية (الاسم العلمي:Daphnopsis equatorialis) هي نوع من النباتات تتبع جنس الدفنية من الفصيلة المثنانية.